# ボー・ジェスト
『ボー・ジェスト』（原題：Beau Geste）は、イギリスの作家P・C・レンによって1924年に発表された冒険小説である。日本では『ボゥ・ジェスト』のタイトルで日本語訳が出版されている。原題の『Beau Geste』は英語で「うるわしい行ない、（うわべだけの）雅量」の意味である 。

## あらすじ
フランス外人部隊に加わったジェスト3兄弟の姿を描く。

## 登場人物
- ボゥ・ジェスト
- ディグビー・ジェスト
- ジョン・ジェスト

## 日本語訳
- 『ボゥ・ジェスト : 外人部隊奇譚. 上』（佐々木峻訳、英宝社、1950年）
- 『ボウ・ジェスト : 外人部隊奇譚. 下』（佐々木峻訳、英宝社、1951年）
- 『ボウ・ジェスト. 上,下』（佐々木峻訳、英宝社、1952年）
- 『ボージェスト』（野口誠也訳、六興出版社、1952年）

※「ボウ」と「ボゥ」の違いは国立国会図書館のオンライン蔵書目録（NDL-OPAC）の表記に従っている。

## 映像化作品
- ボー・ジェスト (1926年の映画)：ハーバート・ブレノン監督、ロナルド・コールマン主演。アメリカの白黒・サイレント映画。en:Beau Geste (1926 film)。
- ボー・ジェスト (1939年の映画)：ウィリアム・A・ウェルマン監督、ゲイリー・クーパー主演。アメリカの白黒映画。en:Beau Geste (1939 film)。
- ボー・ジェスト (1966年の映画)：ダグラス・ヘイズ監督、ガイ・ストックウェル主演。アメリカのカラー映画。en:Beau Geste (1966 film)。
- ボー・ジェスト (テレビドラマ)：ダグラス・キャンフィールド監督、ベネディクト・テイラー主演。1982年イギリスBBCのテレビ・ミニシリーズ（全8話）。en:Beau Geste (BBC)。